# 蘇德河
53°22′17″N 10°41′30.5″E / 53.37139°N 10.691806°E

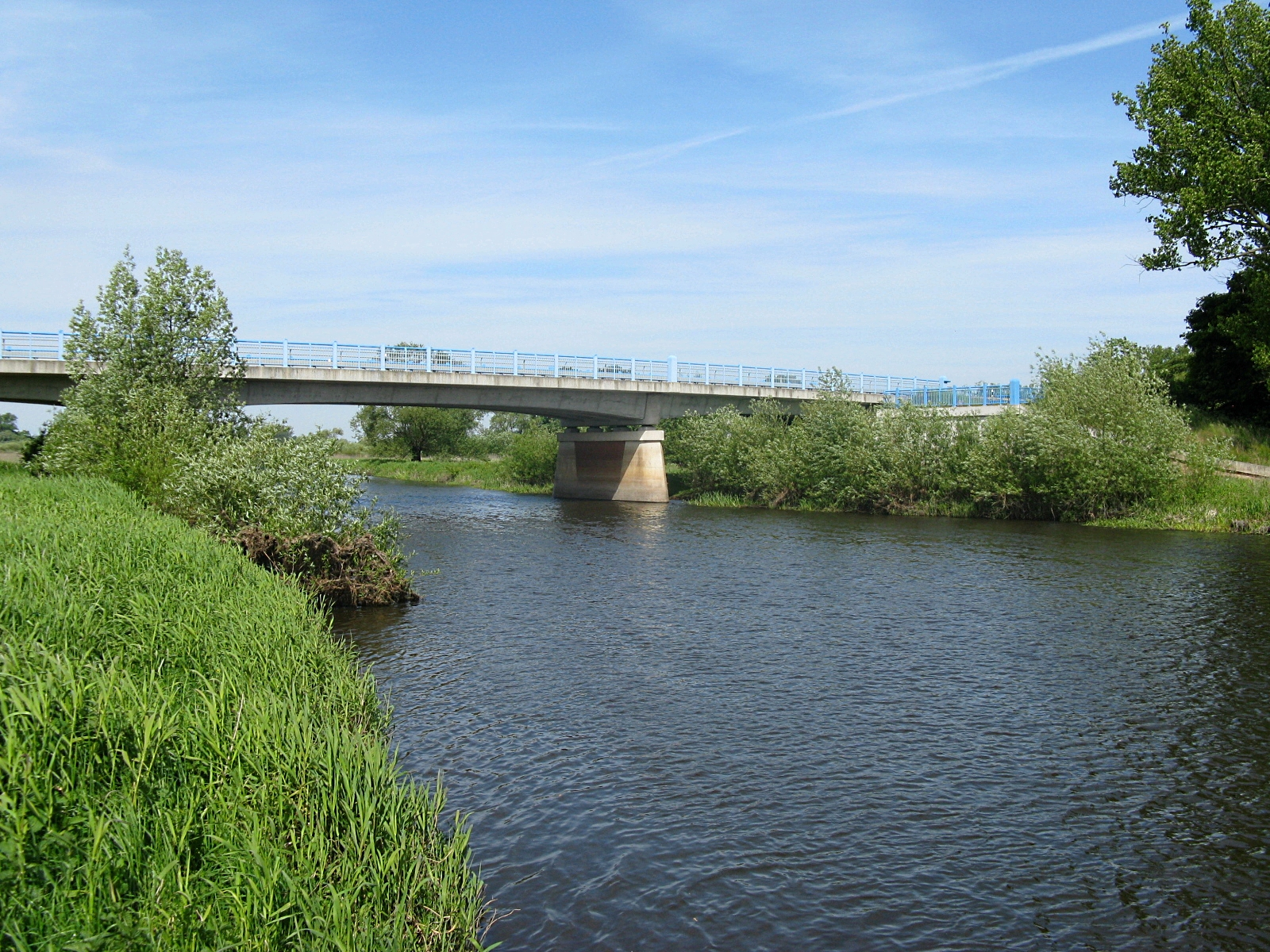

蘇德河（德語：Sude，發音：[ˈzuːdə] ⓘ）是德國梅克倫堡-前波美拉尼亞州的河流，位於該國東北部，屬於易北河的右支流，河道全長90公里，流域面積2,253平方公里。